# Eva Lagerheim
Eva Margareta Lagerheim, född 11 februari 1947, är en svensk keramiker.
Lagerheim, som är dotter till ingenjör Karl Arvid Laurentius Lagerheim och Anna Dagmar Emelia Wiman, inledde sin verksamhet i Stockholm i slutet av 1960-talet, då hon utförde enkla föremål med förebilder direkt ur vardagen. Under 1970-talet utvecklade hon djurskulpturer i stengods, vilka uppvisar mänskliga drag och beteenden, för att under 1980-talet bredda sitt register med enkla, i många fall gåtfulla verk. Hon har även varit verksam som röstpedagog på Stockholms stadsteater och har som sångerska medverkat på musikalbum av Jan Hammarlund.